# 埃南库尔莱阿日
埃南库尔莱阿日（法語：Énencourt-Léage，法語發音：[enɑ̃kuʁ leaʒ]）是法国瓦兹省的一个市镇，属于博韦区。

## 地理
埃南库尔莱阿日（49°18'14"N, 1°50'48"E）面积4.46 平方千米，位于法国上法蘭西大區瓦兹省，该省份为法国北部内陆省份，北起索姆省，西接厄尔省和滨海塞纳省，南至塞纳-马恩省和瓦兹河谷省，东临埃纳省。
与埃南库尔莱阿日接壤的市镇（或旧市镇、城区）包括：布唐库尔、弗拉瓦库尔、雅梅里库尔、特里城、特里堡。

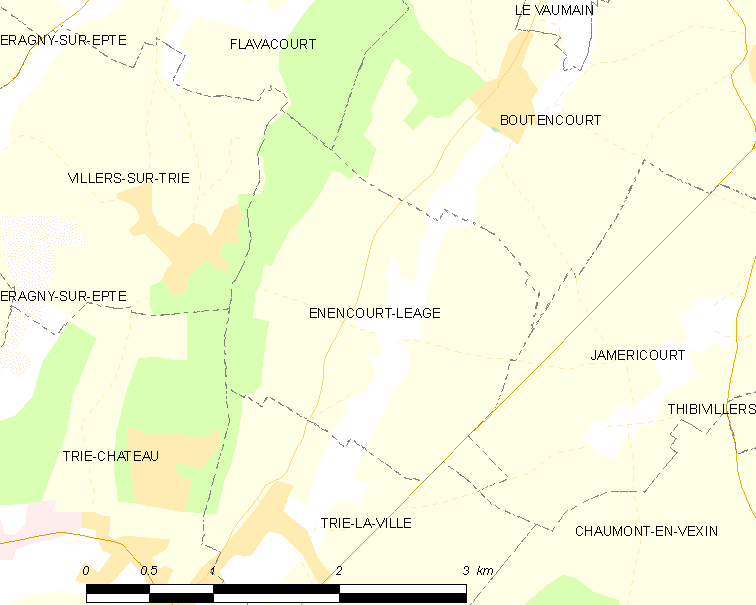
埃南库尔莱阿日的OSM定位图

埃南库尔莱阿日的时区为UTC+01:00、UTC+02:00（夏令时）。

## 行政
埃南库尔莱阿日的邮政编码为60590，INSEE市镇编码为60208。

## 政治
埃南库尔莱阿日所属的省级选区为韦克桑地区肖蒙县。

## 人口

1962-2008年间埃南库尔莱阿日人口变化图示

埃南库尔莱阿日于2022年1月1日时的人口数量为116人。